# Diaphus termophilus
Diaphus termophilus és una espècie de peix de la família dels mictòfids i de l'ordre dels mictofiformes.

## Morfologia
- Els mascles poden assolir 8 cm de longitud total.[4][5]

## Hàbitat
És un peix marí i d'aigües profundes que viu entre 40-850 m de fondària.

## Distribució geogràfica
Es troba des del Marroc fins a Mauritània; des dels Estats Units i el Canadà fins al Carib i les Petites Antilles; el Pacífic occidental (incloent-hi Nova Caledònia i Nova Zelanda) i el Pacífic central oriental.